# Orden del Sol Naciente
La Orden del Sol Naciente (旭日章 Kyokujitsu-shō?) es una orden japonesa, establecida en 1875 por el emperador Meiji de Japón. La Orden fue la primera condecoración nacional otorgada por el Gobierno del Japón, creada el 10 de abril de 1875 por decreto del Consejo de Estado. La insignia tiene rayos de luz del sol de la salida del sol. El diseño del sol naciente simboliza la energía tan poderosa como el sol naciente en paralelo con el concepto del sol naciente en Japón (Tierra del Sol Naciente).
La orden se concede a aquellos que han alcanzado logros destacados en las relaciones internacionales, la promoción de la cultura japonesa, los avances en su campo, el desarrollo del bienestar social/ocupacional o la preservación del medio ambiente. Es comparable a la Orden del Baño. A partir de 2003 la clasificación más alta de la condecoración de la Orden del Sol Naciente se convirtió en una orden separada conocida como Gran Cordón de la Orden de las Flores de Paulownia. 
La versión moderna de este honor ha sido conferida a los destinatarios no japoneses a partir de 1981 (a pesar de que varios extranjeros tenían el honor antes de la Segunda Guerra Mundial), y las mujeres recibieron la orden de partida en 2003 (anteriormente, las mujeres recibían la Orden de la Preciosa Corona). La concesión de la Orden es administrada por la Oficina del primer ministro. Se otorga en nombre del emperador y puede ser concedida a título póstumo.
Puede concederse tanto a japoneses como a extranjeros.
Algunos hispanohablantes condecorados con esta Orden son: Katsutoshi Kurata, Ferrán Adriá, Taciana Fisac, Elena Barlés, Fernando Rodríguez-Izquierdo y Gavala, Cecilia Onaha y el lendakari Iñigo Urkullu.